# Midnight Sun (boek)
Midnight Sun is een boek uit de Twilight-serie van de Amerikaanse Young Adult boekenschrijfster Stephenie Meyer. Het boek vertelt het Twilight-verhaal opnieuw, maar dan vanuit het perspectief van de hoofdpersoon Edward Cullen. In augustus 2008 stopte Meyer met werken aan het boek, nadat twaalf hoofdstukken illegaal op het internet waren opgedoken. Een deel ervan publiceerde ze later op haar website.
In 2020 is het boek alsnog uitgegeven.
Er zal een animatieserie komen gebaseerd op dit boek.